# Воронежское-1
Воро́нежское-1 (Воро́неж-1) — село Хабаровского района Хабаровского края Российской Федерации. Входит в состав Мичуринского сельского поселения. Население по данным 2011 года — 8 человек. Расположено на правом берегу Амура на территории бывшего мехлезхоза «Хабаровский» в двух километрах севернее Хабаровска.

## История
Селение Воронежское образовалось в 1860 году из семей русских переселенцев из Воронежской губернии на месте, избранном по своему выбору. Сначала поселилось четыре семьи, в 1870 году — ещё десять семей, затем постепенно селились остальные. Основным промыслом населения в то время являлась продажа дров, а также некоторые другие заработки: огородничество и садоводство, скотоводство, пчеловодство, рыбный промысел. В 1896 году открыта школа, выстроенная обществом при помощи казенного пособия в 1000 руб. Население росло за счет переселенцев, в том числе отбывших срок ссыльнокаторжных (всего в количестве до 60 семей), но «составлял элемент непостоянный, тяжелых условий впервые года устройства не выдерживали и расселялись по другим селенным местам Приамурья».
К 1927 году населённый пункт Воронежское входит в состав Воронежского сельского совета.
3 августа 1929 года был создан рыболовецкий колхоз «Ленинский путь», который занимался ловом и доставкой рыбы в город. В 1938 году колхоз приобрел первую моторную лодку, а в 1940 году появилась в колхозе первая грузовая автомашина. С 1932 по 1950 год председателем колхоза был Кузнецов Александр Михайлович. Его сменил и стал председателем Георгий Ефимович Дорогой. Колхоз просуществовал до 1971 года.
Во второй половине XX века в лесопарковой зоне села работало множество пионерских лагерей: им. Аркадия Гайдара, им. В. К. Арсеньева и др. На берегу Амура находился профилакторий ВМФ.
5 апреля 1973 г. Воронежский сельсовет переименован в Мичуринский сельсовет, село входит в состав переименованного сельского Совета. В 1991 г. деятельность исполкома Мичуринского сельского Совета прекращена, его полномочия переданы сельской администрации. С 1992 г. Воронежское-1 входит в состав Мичуринской сельской администрации. С 28 июля 2004 года Воронежское-1 входит в состав Мичуринского сельского поселения.

## Население
| 2002 | 2010 | 2011 | 2012 | 2021 |
| ---- | ---- | ---- | ---- | ---- |
| 15   | ↘11  | →11  | ↘9   | ↗11  |

## Транспорт
Неподалёку от села находятся остановки («поворот на Воронеж-1» и «Нагорное») автобуса маршрута № 114 «Хабаровск (автовокзал) — Виноградовка (Фёдоровка)».

## Отдых
В лесопарковой зоне села расположен детский оздоровительный лагеря «Океан».
Неподалёку находится база активного отдыха «Амур», база отдыха «Воронеж», лыжная база «Северный каньон», трассы для горного велосипеда. Каждую весну проводятся массовые гулянья «Проводы русской зимы».
В 1998—2007 годах на территории бывшего мехлезхоза «Хабаровский» совместно с гостями японского города Мусасино был разбит «Лес дружбы» — участок леса (площадью около 30 га), состоящий из посадок лиственниц и корейского кедра (около 30 тысяч деревьев). О чём установлен памятный знак.